# A Moveable Feast
A Moveable Feast (Een verplaatsbaar feest) is de titel van de memoires die de Amerikaanse schrijver Ernest Hemingway schreef over zijn verblijf als expatriate in Parijs in de jaren 1920. Het boek beschrijft Hemingways leertijd als jonge schrijver, terwijl hij getrouwd was met zijn eerste vrouw, Hadley Richardson. Anderen die in het boek voorkomen zijn onder meer Aleister Crowley, Ezra Pound, F. Scott Fitzgerald, Ford Madox Ford, Hilaire Belloc, John Dos Passos, Wyndham Lewis, James Joyce en Gertrude Stein. 
De memoires bestaan uit Hemingways persoonlijke verslagen, observaties en verhalen. Het boek werd niet gepubliceerd tijdens Hemingways leven, maar door zijn vierde vrouw en weduwe, Mary Hemingway, samengesteld uit zijn manuscript met aantekeningen. Het werd postuum gepubliceerd in 1964, drie jaar na de dood van Ernest Hemingway. Een herziene uitgave van zijn kleinzoon Seán Hemingway werd gepubliceerd in 2009. 
Het boek werd in 1980 door John Vandenbergh vertaald als Dag en nacht feest: Herinneringen aan Parijs.